# Spaccapietre
Spaccapietre è un film drammatico del 2020 diretto da Gianluca e Massimiliano De Serio.

## Trama
Giuseppe e Angela sono i giovani genitori del piccolo Anto'; la famiglia vive in condizioni di povertà, e la situazione peggiora quando Giuseppe, spaccapietre in una cava, in un incidente si procura una grave ferita all'occhio che gli impedisce di continuare a lavorare. Angela deve così prestare illegalmente servizio presso un'azienda agricola, ma muore a causa della grande fatica comportata dal lavoro. Per consolare Anto', Giuseppe gli promette che un giorno sarà in grado di riportare da lui sua madre.
Il precedente datore di lavoro di Giuseppe gli nega di tornare in servizio alla cava, perciò l'uomo è costretto ad affidarsi agli stessi mediatori per i quali lavorava Angela; così insieme ad Anto' si stabilisce in una baraccopoli illegale nei pressi del campo. L'azienda è gestita da Mimmo, un crudele supervisore che non perde occasione per maltrattare i lavoranti e pagarli meno di quanto gli spetti: nondimeno i due iniziano a lavorare duramente. Anto' fa amicizia con molti degli altri braccianti, e in questo modo conosce Rosa, un'altra lavoratrice illegale la quale viene continuamente abusata dal padrone del fondo, un uomo sadico che ama umiliare i suoi lavoranti. Rosa era amica di Angela ed era presente il giorno in cui la donna morì; i due diventano amici e Anto' le farà conoscere anche Giuseppe.
Un giorno si verifica un incendio durante il quale muore un giovane immigrato che si occupava di dare i pesticidi alle piantagioni: Mimmo decide che Giuseppe prenderà il suo posto. Un giorno, mentre si trova a bordo del trattore guidato da Giuseppe, Anto' si accorge che Rosa è picchiata da Mimmo. Giuseppe e Anto' accorrono in suo aiuto, ma Mimmo mette entrambi fuori gioco; il bambino e il padre vengono separati: Giuseppe e Rosa vengono portati dal padrone, mentre Anto' viene riportato a casa e curato da un giovane migrante.
Il bambino, quando si risveglia, s'introduce furtivamente nella villa del padrone, in cerca di suo padre; qui scopre il padrone che, sotto la minaccia di un fucile, obbliga Giuseppe e Rosa a simulare per lui un rapporto sessuale. Anto' lo tramortisce con una piccozza appartenuta al nonno, anch'egli spaccapietre; per consentire a lui e Rosa di fuggire, Giuseppe ammazza il padrone e successivamente anche Mimmo, il quale però lo colpisce a morte con un coltello. Mentre Giuseppe muore dissanguato, Rosa e Anto' scappano dalla villa; mentre corre, il bambino vede la sua amica trasformarsi in Angela: la promessa di Giuseppe è stata mantenuta e Anto' ha di nuovo sua madre.

## Produzione
Il film è stato girato nel 2019 in Puglia tra Bari, Spinazzola e Pulsano; le riprese sono durate cinque settimane. Il film è stato realizzato con il contributo di Apulia Film Fund della Regione Puglia e con il sostegno di Apulia Film Commission.

## Distribuzione
La distribuzione era inizialmente prevista per maggio 2020, ma è slittata di diversi mesi a causa della pandemia di COVID-19. Presentato in concorso alle Giornate degli Autori della 77ª Mostra internazionale d'arte cinematografica di Venezia, il film è stato successivamente distribuito a partire dal 7 settembre 2020.